# スズキチハル
スズキ チハル（すずき ちはる、6月29日 - ）は、日本のアーティスト、シンガー、作詞家。本名：鈴木千春。東京都出身。

## 来歴
ポニーキャニオン傘下のレコードレーベル主催の女性アーティスト発掘オーディションFemalissimo（フィメリッシモ）に合格後、吉田正志プロデュースの元、青柳隆一、チープ広石、徳澤青弦、宮崎勝央、GORO等のサポートの下メジャーデビュー。
デビューシングル「kiss...」はFM香川にてパワープレイソングに抜擢された。
デビューシングルにチェリストとして参加した徳澤青弦（anonymass）からは「これまで経験したことの無いようなエモーショナルな声」と言われた。

## ディスコグラフィ

### シングル
- kiss...（2000年4月19日）CECC-10758

1. kiss...（作詞：スズキチハル、作曲:masashi yoshida.、編曲：青柳隆一）
2. あの時間の記憶が（作詞：スズキチハル、作曲:masashi yoshida.、編曲：青柳隆一）
3. 恋とは呼べない感情（作詞：スズキチハル、作曲:masashi yoshida.、編曲：青柳隆一）

- やっと逢えたね（2000年8月18日）CECC-10769

1. やっと逢えたね（作詞：スズキチハル、作曲:masashi yoshida.、編曲：青柳隆一）
2. 今（作詞：スズキチハル、作曲:masashi yoshida.、編曲：青柳隆一）
3. 潮騒のころ（作詞：スズキチハル、作曲:masashi yoshida.、編曲：青柳隆一）